# Pont Saint-Louis
El pont Saint-Louis és un pont situat a París.

## Situació
El pont Saint-Louis està situat al  4t districte i enllaça l'île de la Cité amb l'île Saint-Louis.

## Història
L'actual pont en ús és el setè enllaçant les dues illes d'ençà l'any 1630. El pont Saint-Landry (1630-1634) va ser el primer dels set. El 1717 es reconstrueix un pont de fusta, de set arcs, i s'anomenà "Pont Rouge" degut a la pintura emprada. És destruït el 1795, per les crescudes. El 1804, sota la direcció de l'enginyer Dumoustier, es construeix un nou pont, de dos arcs, de 70 m de longitud per 10 m d'ample, principalment de roure. És enderrocat el 1811 degut a un esfondrament, i un pont penjant el reemplaça el 1842. Vint anys més tard, aquest pont penjant és reemplaçat per un pont metàl·lic, amb un sol arc de 64 m d'obertura. Destruït el 1939, és reemplaçat el 1941 per una passarel·la semblant a una gàbia de ferro. El 1968, el pont actual veu la llum, i és inaugurat el 1970.

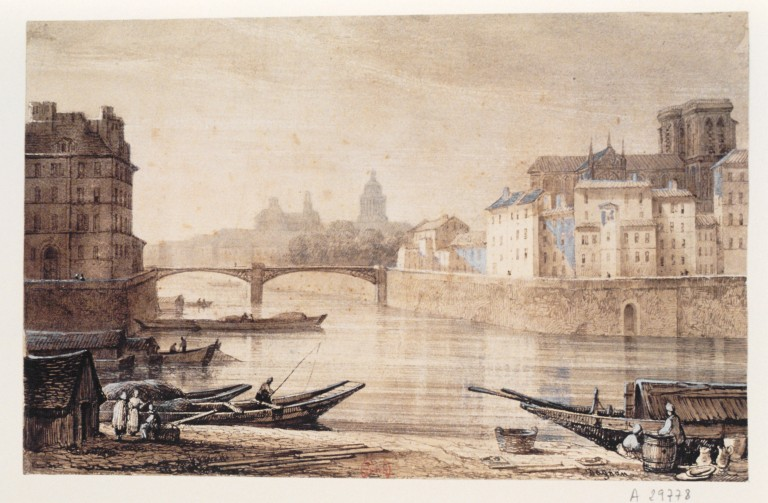
El pont al segle XIX